# Превешт (Рековац)
За тврђаву код Трстеника погледајте Превешт (тврђава).
Превешт је насеље у Србији у општини Рековац у Поморавском округу. Према попису из 2022. било је 148 становника.

## Историја
До Другог српског устанка Превешт се налазио у саставу Османског царства. Након Другог српског устанка Превешт улази у састав Кнежевине Србије и административно је припадао Јагодинској нахији и Левачкој кнежини
све до 1834. године када је Србија подељена на сердарства.
Овде се налазе Запис Обрадовића крушка (Превешт), Запис Илића храст (Превешт), Запис манастирски стари храст (Превешт) и Запис манастирски млади храст (Превешт).

## Демографија
У насељу Превешт живи 313 пунолетних становника, а просечна старост становништва износи 56,0 година (54,1 код мушкараца и 57,6 код жена). У насељу има 148 домаћинстава, а просечан број чланова по домаћинству је 2,28.
Ово насеље је великим делом насељено Србима (према попису из 2002. године), а у последња три пописа, примећен је пад у броју становника.
|  |

| Демографија | Демографија | Демографија |
| Година      | Становника  | Становника  |
| ----------- | ----------- | ----------- |
| 1948.       | 815         |             |
| 1953.       | 820         |             |
| 1961.       | 791         |             |
| 1971.       | 714         |             |
| 1981.       | 596         |             |
| 1991.       | 472         | 448         |
| 2002.       | 338         | 363         |

| Етнички састав према попису из 2002.‍ | Етнички састав према попису из 2002.‍ | Етнички састав према попису из 2002.‍ | Етнички састав према попису из 2002.‍ | Етнички састав према попису из 2002.‍ |
| ------------------------------------ | ------------------------------------ | ------------------------------------ | ------------------------------------ | ------------------------------------ |
|                                      |                                      |                                      |                                      |                                      |
| Срби                                 | Срби                                 |                                      | 334                                  | 98,81%                               |
| непознато                            | непознато                            |                                      | 1                                    | 0,29%                                |

| Превешт у пописима Јагодинске нахије — од 1818. до 1829.                          |       |       |       |       |       |       |          |       |       |       |       |       |
| Година пописа                                                                     | 1818. | 1819. | 1820. | 1821. | 1822. | 1823. | 1824/25. | 1825. | 1826. | 1827. | 1828. | 1829. |
| Куће                                                                              | 32    | 29    | 31    | 32    | 31    | 31    | 31       | 31    | 31    | 34    | 36    | 36    |
| Пореске главе*                                                                    | -     | 45    | 42    | 44    | 43    | 42    | 44       | 42    | 41    | 41    | 44    | 45    |
| Арачке главе**                                                                    | 82    | 95    | 102   | 99    | 101   | 97    | 103      | 105   | 108   | 109   | 114   | 112   |
| *Пореске главе = Ожењени мушкарци \| ** Арачке главе = Мушкарци од 7 до 70 година |       |       |       |       |       |       |          |       |       |       |       |       |

| Година пописа     | 1948. | 1953. | 1961. | 1971. | 1981. | 1991. | 2002. |
| ----------------- | ----- | ----- | ----- | ----- | ----- | ----- | ----- |
| Број домаћинстава | 154   | 155   | 180   | 187   | 188   | 167   | 148   |

| Број чланова      | 1  | 2  | 3  | 4  | 5 | 6 | 7 | 8 | 9 | 10 и више | Просек |
| ----------------- | -- | -- | -- | -- | - | - | - | - | - | --------- | ------ |
| Број домаћинстава | 42 | 64 | 19 | 11 | 7 | 4 | 0 | 1 | 0 | 0         | 2,28   |

| Пол    | Укупно | Неожењен/Неудата | Ожењен/Удата | Удовац/Удовица | Разведен/Разведена | Непознато |
| ------ | ------ | ---------------- | ------------ | -------------- | ------------------ | --------- |
| Мушки  | 152    | 26               | 111          | 12             | 3                  | 0         |
| Женски | 170    | 10               | 109          | 48             | 3                  | 0         |
| УКУПНО | 322    | 36               | 220          | 60             | 6                  | 0         |

| Пол    | Укупно                    | Пољопривреда, лов и шумарство | Рибарство                            | Вађење руде и камена | Прерађивачка индустрија       |
| ------ | ------------------------- | ----------------------------- | ------------------------------------ | -------------------- | ----------------------------- |
| Мушки  | 70                        | 42                            | 0                                    | 0                    | 3                             |
| Женски | 37                        | 27                            | 0                                    | 0                    | 2                             |
| УКУПНО | 107                       | 69                            | 0                                    | 0                    | 5                             |
| Пол    | Производња и снабдевање   | Грађевинарство                | Трговина                             | Хотели и ресторани   | Саобраћај, складиштење и везе |
| Мушки  | 6                         | 4                             | 5                                    | 0                    | 3                             |
| Женски | 0                         | 0                             | 3                                    | 0                    | 0                             |
| УКУПНО | 6                         | 4                             | 8                                    | 0                    | 3                             |
| Пол    | Финансијско посредовање   | Некретнине                    | Државна управа и одбрана             | Образовање           | Здравствени и социјални рад   |
| Мушки  | 0                         | 0                             | 2                                    | 1                    | 3                             |
| Женски | 1                         | 0                             | 0                                    | 1                    | 3                             |
| УКУПНО | 1                         | 0                             | 2                                    | 2                    | 6                             |
| Пол    | Остале услужне активности | Приватна домаћинства          | Екстериторијалне организације и тела | Непознато            | Непознато                     |
| Мушки  | 0                         | 0                             | 0                                    | 1                    | 1                             |
| Женски | 0                         | 0                             | 0                                    | 0                    | 0                             |
| УКУПНО | 0                         | 0                             | 0                                    | 1                    | 1                             |